# 跋熱·達瓦才仁
跋熱·達瓦才仁（藏語：བ་རི་ཟླ་བ་ཚེ་རིང་，威利转写：Ba-ri‏ zla ba tshe ring；1963年9月23日—），康巴人，藏人行政中央官員，西藏近代歷史學家。

## 生平
跋熱·達瓦才仁於1963年9月23日出生於中華人民共和國青海省玉樹藏族自治州玉樹縣結古鎮（「結古」在藏語中稱為「結古多」，屬於康區，今青海省玉樹藏族自治州玉樹市結古街道）。他從青海省政法幹部学校畢業後，回到家鄉擔任刑警。他於1992年從結古鎮經青海省會西寧、拉薩、尼泊爾流亡到印度。
他從小接受漢語教育，精通中文，到印度後長期擔任第十四世達賴喇嘛的中文譯者，曾任藏人行政中央外交與新聞部聯合秘書長，《西藏之頁》網站和《西藏通訊》雜誌總編。他從2005年9月起至2021年4月止擔任藏人行政中央（西藏流亡政府）駐臺灣代表、達賴喇嘛西藏宗教基金會董事長等。他認為失敗者應該書寫自己的歷史，否則勝利者墨寫的謊言就會徹底掩蓋血寫的事實。著作有《血祭雪域》、《魂牽雪域半世紀－圖說西藏流亡史》，譯作有《西藏的地位－從國際法的角度對西藏歷史、權利與前景的分析》。

## 觀點
他在採訪中表示，2008年西藏騷亂後，中共管控西藏的手段包括加強對知識份子的鎮壓逮捕，加強對寺院僧侶的控管與行動限制，打壓藏語節目。中共對藏人的政策一直都是胡蘿蔔加大棒。2010年，國立故宮博物院在西藏布达拉宫、罗布林卡等寺庙、西藏博物馆、承德避暑山庄和北京民族文化宫等12处中华人民共和国官方文保单位的合作下，在台北举办了“圣地西藏——最接近天空的宝藏”特展，展出了一批珍貴西藏文物。该展览受到在在台藏人的抗議，達瓦才仁對此表示，藏人抗議有幾個原因：展品包括了元朝、明朝與清朝皇帝與西藏的交往文物，這種安排有意將中國與西藏連結在一起，宣傳北京「西藏是中國一部份」的觀點，而藏人認為中藏是一種教徒與上師間的關係；藏人也抗議中國政府用軍隊開進西藏才得到這些文物，如同中國人認為西方國家展示八國聯軍從圓明園搶來的文物是一種污辱而抗議；文革期間西藏許多佛教文物與傳承遭到破壞，近年來中國則把西藏文物當成重點保護對象。但是他認為中國政府這種展覽式、博物館式的保護只適合瀕死的文化，西藏文化目前還是活的文化。藏人保存自己的宗教與文化，一直被中國政府視為國家統一的威脅而加以限制，這是藏人所無法理解的。

## 著作
- 《血祭雪域》

達瓦才仁和台灣女記者林照真合作，自費遍訪流亡在印度、尼泊爾山區的年邁西藏戰士，根據上百份採訪實錄，林照真撰寫了《喇嘛殺人》一書。達瓦才仁繼續採訪搜集資料，寫成了《血祭雪域》，以口述歷史的方式真實紀錄了二十世紀五十年代藏人與解放軍在西藏的多場戰役。藏族女作家唯色在《蒙古騎兵在西藏揮舞日本刀》的推薦序中，引本書為例說明解放軍在藏區「平叛」的集體屠殺：「即使是我的家鄉，根據《中國人口·青海分冊》記載，在戰爭結束後的1964年，六縣總人口比戰前的1956年減少23％，相當於損失所有的成年男性。」1956年3月，解放军發動「理塘寺之戰」，出動了圖-4重轰炸机，造成大约2000名藏人死伤，炸毀了康區格魯派第一大寺院理塘寺，李江琳稱本書是此役目前最詳細的藏人資料。
- 《魂牽雪域半世紀：圖說西藏流亡史》

達瓦才仁與雪域智庫合作，蒐集數百幅相片，圖文並茂的講述流亡藏人的歷史。本書第一部分從各方面介紹流亡藏人的歷史，包括西藏簡史，1959年以前的西藏政府與西藏流亡政府，藏人的教育、語言文字、宗教、唐卡、藝術表演、醫學等。第二部分是1959年起五十年來流亡藏人的大事記年表，從另一個角度來紀錄藏人流亡五十年的軌跡。

## 家庭
其父是虔誠的佛教徒，曾出家当喇嘛，西藏民主改革後被迫還俗，共生了十几个小孩，八个活到成年。跋熱·達瓦才仁是老大，有三个弟弟，四个妹妹，三个弟弟都出家当喇嘛。

## 外部連結
- 跋熱·達瓦才仁.  (PDF). 藏人行政中央. （原始内容 (PDF)存档于2015年6月10日）.
- 達瓦才仁. . 美国之音.   [2017-09-20]. （原始内容存档于2017-09-21）.